# 卡西諾 (明尼蘇達州)
卡西諾（英語：Casino）是位於美國明尼蘇達州卡斯縣梅鎮區的一個非建制地區。

## 地理
卡西諾所處的海拔為高於海平面415米（即1362英呎），而該地所採用的時區為UTC-6，即北美中部時區（CST）。同時該地設有夏令時間，為UTC-6調快一小時，即UTC-5（CDT）。